# Leucominis
Els leucominis (Leucomini) són una tribu de lepidòpters ditrisis de la família dels erèbids (Erebidae), subfamília Lymantriinae.

## Descripció
Les papallones d'aquesta tribu tenen típicament un color vermell a la part inferior del cap, al tòrax i a les potes i tenen genitàlia asimètrica.

## Gèneres
La tribu inclou els següents gèneres. Aquesta llista pot ser incompleta.
- Dendrophleps
- Leucoma
- Perina

## Galeria

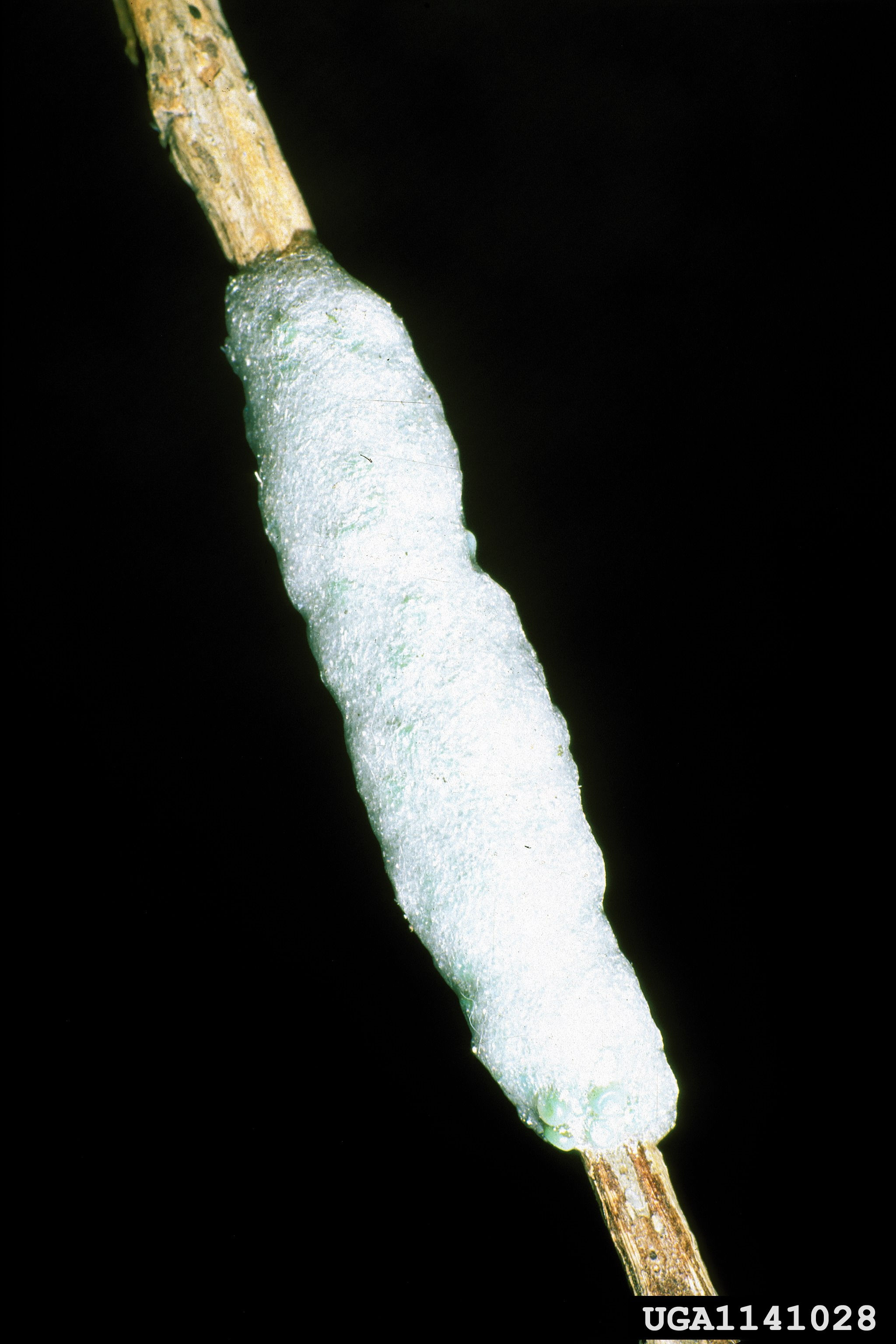
Ous de Leucoma salicis
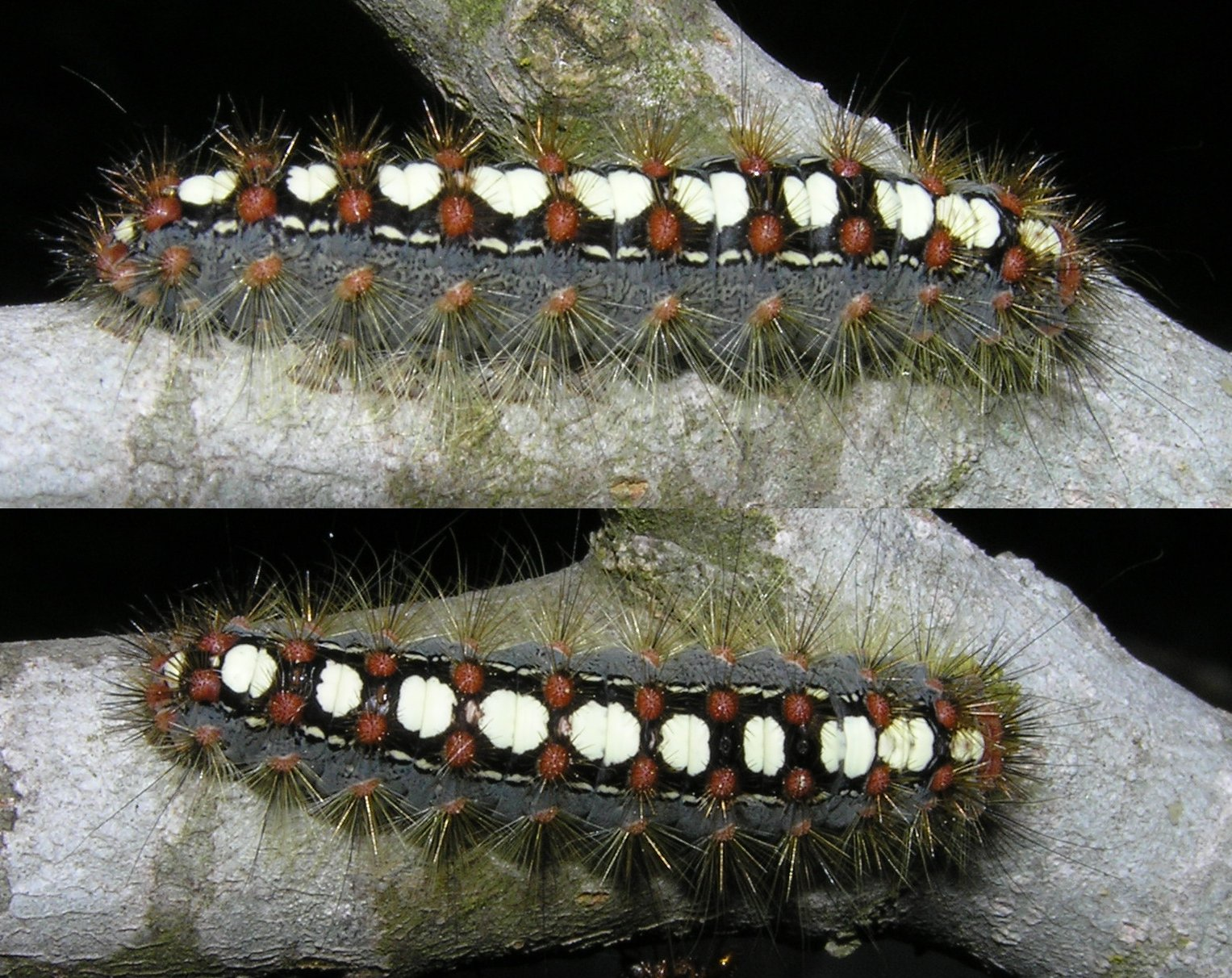
Larva de Leucoma salicis
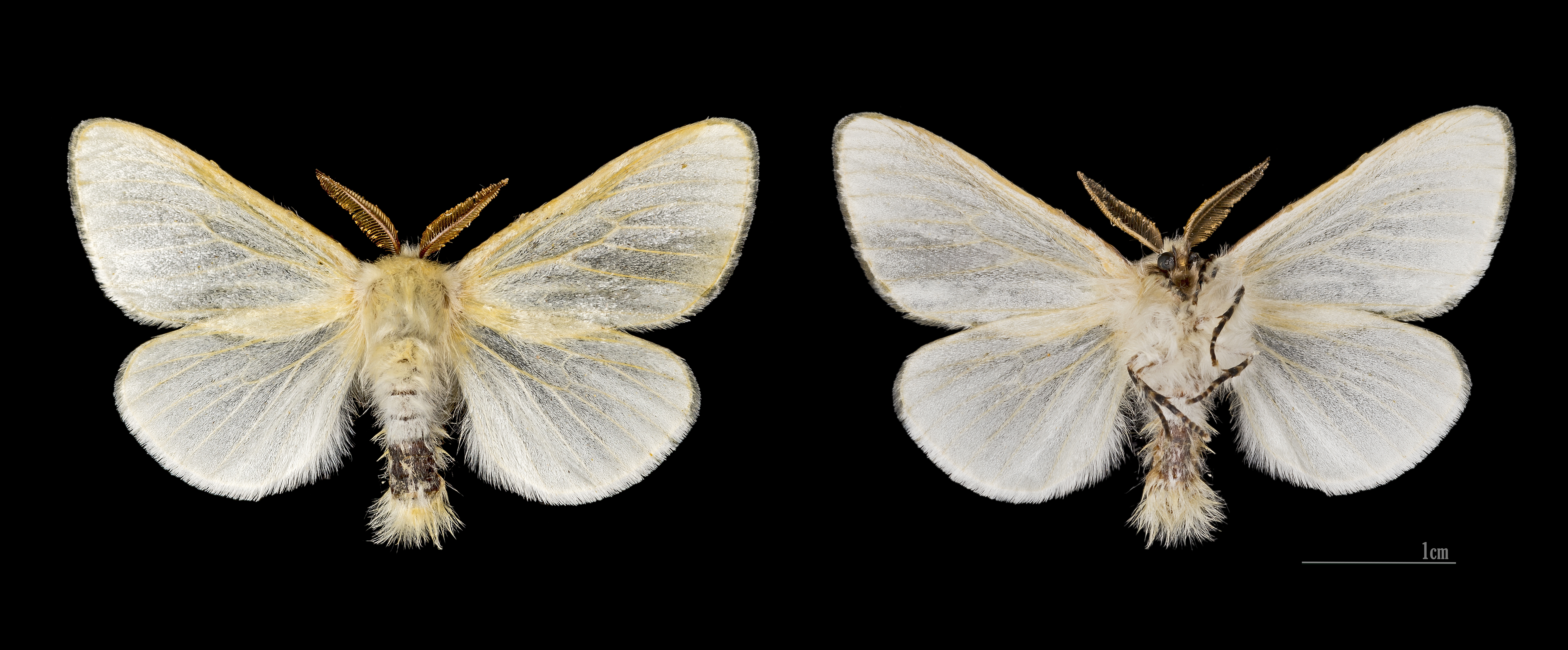
Leucoma salicis mascle
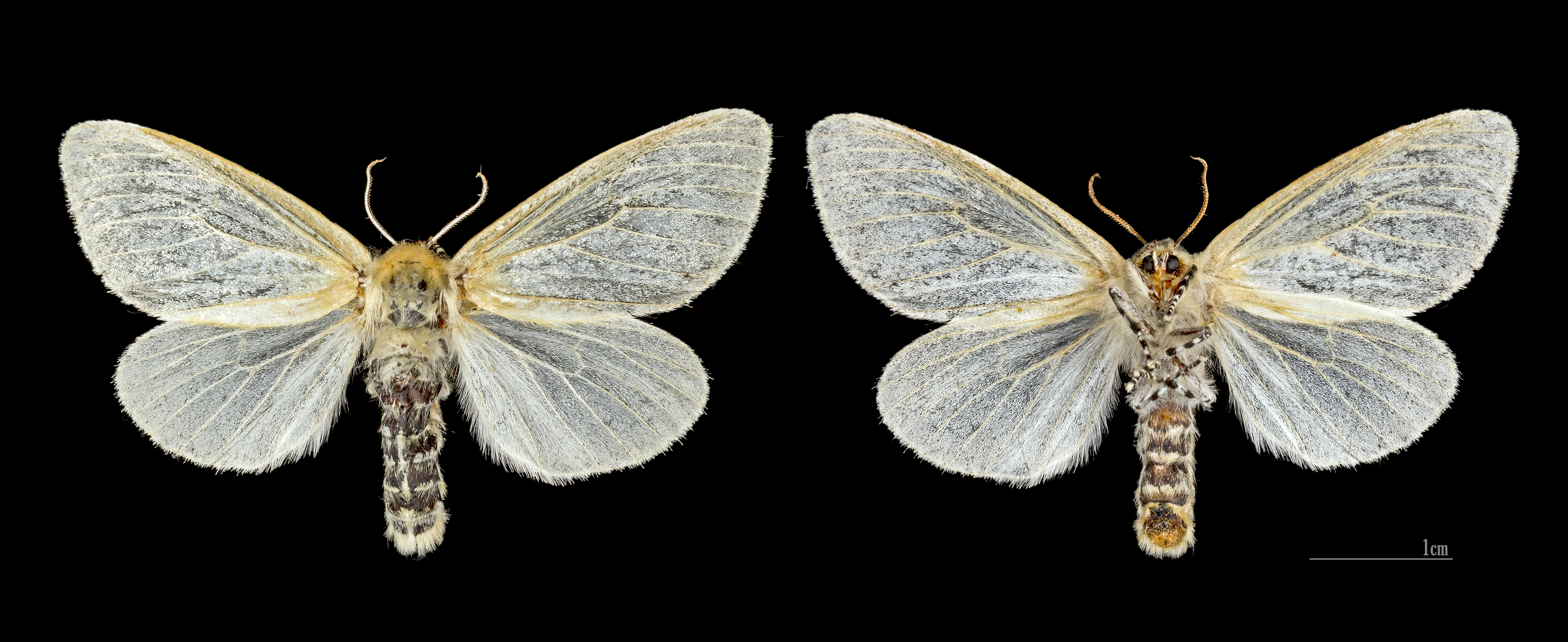
Leucoma salicis femella
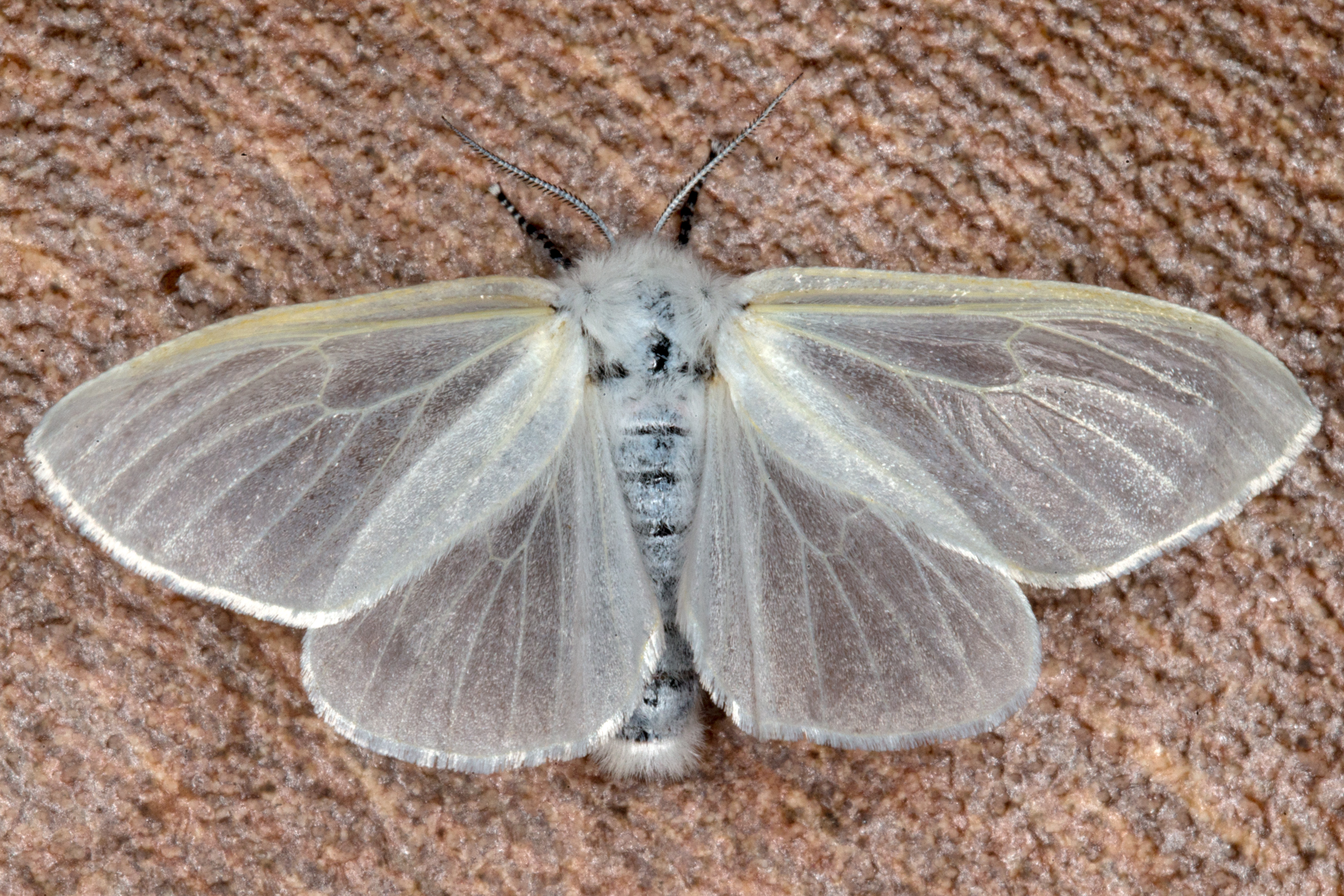
Leucoma salicis